# Садовский, Михаил Александрович
Михаи́л Алекса́ндрович Садо́вский (24 октября [6 ноября] 1904, Санкт-Петербург, Российская империя — 12 октября 1994, Москва, Россия) — советский и российский геофизик-сейсмолог, специалист по физике взрыва, первый научный директор Семипалатинского полигона. Участник создания советской атомной бомбы. Более 30 лет М. А. Садовский руководил ИФЗАН, затем с 1989 года был почётным директором. Академик АН СССР (1966). Герой Социалистического Труда (1949). Лауреат Ленинской премии (1962).

## Биография
Родился 24 октября (6 ноября) 1904 года в Санкт-Петербурге в семье учителя. В 1921 году окончил среднюю школу и остался работать в ней лаборантом. В 1922 году поступил, а в 1928 году окончил физико-механический факультет ЛПИ как геофизик-гравиметрист-вариометрист. Будучи студентом, заведовал лабораторией физики на рабфаке института. Преддипломную практику прошёл в Институте прикладной геофизики. Ученик П. М. Никифорова и Л. Г. Лойцянского.
В 1928—1930 годы был стажёром-аспирантом Института прикладной геофизики в Ленинграде. В 1930—1941 годы работал в Сейсмологическом институте, с 1932 года возглавил в нём лабораторию ускорений. В 1936 году Садовскому без защиты диссертации была присуждена учёная степень кандидата наук за цикл работ по сейсмике взрыва.
В 1941—1946 сотрудник президиума АН СССР.
Участвовал в советском атомном проекте в качестве привлечённого специалиста с 1945 года.
Ему в составе группы учёных (А. И. Алиханов (председатель), Ландау, Ю. Б. Харитон, А. Б. Мигдал, С. А. Рейнберг, С. С. Васильев и А. П. Закощиков) на заседании 30 ноября 1945 года было поручено проанализировать все имеющиеся материалы о последствиях применения атомных бомб в Хиросиме и Нагасаки и определить эффективность фактора взрывной волны, фактора теплового и фактора радиоактивного излучения.
С 1946 по 1960 годы работал в ИХФАН заместителем директора по научной части, руководителем специального закрытого сектора по работам по советскому атомному проекту. В ИХФАН велась подготовка к первому ядерному испытанию СССР, успешно проведённому в 1949 году, включающая «разработку методов изучения поражающих свойств ядерных взрывов, обеспечение этих методов научной аппаратурой и измерительными установками, обучение специалистов, выбор места для испытательного полигона и оборудование его всем необходимым для решения задач испытаний». Он был научным руководителем площадки № 2 Семипалатинского полигона. В 1961 году он был назначен научным руководителем первого подземного ядерного взрыва.
В 1952 году защитил докторскую диссертацию на тему «Механическое действие воздушных ударных волн взрыва по данным экспериментальных исследований».
С 1958 года Садовский был привлечён к решению проблемы, связанной с запрещением ядерных испытаний. По инициативе И. В. Курчатова он участвовал в заседаниях научной консультативной группы в Женеве, а в 1960 году возглавил советскую делегацию на Женевском совещании по сейсмическому методу обнаружения ядерных взрывов.
В 1960 году был назначен директором ИФЗАН. Член-корреспондент (1953), действительный член АН СССР (1966), с 1991 года — РАН. М. А. Садовский был одним из ведущих разработчиков системы дальнего обнаружения ядерных испытаний в СССР, вместе с такими учёными как И. В. Курчатов, И. К. Кикоин, Г. А. Гамбурцев, генерал-майор А. И. Устюменко. Автор мемуаров.
Умер 12 октября 1994 года. Похоронен в Москве на Троекуровском кладбище.

## Научные интересы
- Физика взрыва, эффекты ударной волны и механическое действие взрыва.
- М. А. Садовский обосновал закон подобия при взрывах.

- Прогнозирование землетрясений на основе световых и электрических эффектов, аномалий в электростатическом, гравитационном, магнитном и теллурическом полях Земли, по распространению радиоволн в ионосфере, по тектоническим сдвигам, скорости перемещения грунтовых вод, по химическом и газовом составу глубинных термальных вод.
- Исследование вещества Земли в условиях высоких давлений и температур.
- Впервые в мире предложил использование ядерного взрыва с целью тушения мощных газовых и нефтяных пожаров в недрах Земли (впервые потушен в 1966 году ядерным взрывом горящей скважины в Урта-Булак).
- Впервые обратил внимание на фундаментальные свойства иерархически построенной геофизической среды.
- По его инициативе было создано новое научное направление — вычислительная геофизика[1].
- Моделирование геолого-геофизической среды.

## Труды
- Сейсмический эффект взрывов // Труды Всесоюзного совещания по буровзрывным работам. — М.; Л., 1940. — С. 290–320.
- Опытные исследования механического действия ударной волны взрыва. — М.; Л.: Изд-во АН СССР, 1945. — 43 с. (Труды сейсмологического ин-та АН СССР, № 116).
- М. А. Садовский, В. Ф. Писаренко. Сейсмический процесс в блоковой среде. — М.: Наука, 1991. — 95 с. — ISBN 5-02-000776-5.
- Садовский М. А. Избранные труды. Геофизика и физика взрыва. — М.: Наука, 1999. — 335 с. — ISBN 5-02-003679-X.
- Садовский М. А. Избранные труды. Геофизика и физика взрыва. — М.: Наука, 2004. — 440 с. — ISBN 5-02-032960-6.
- Хронологический указатель трудов М. А. Садовского

## Награды и премии
- Герой Социалистического Труда (29.10.1949)
- 4 ордена Ленина (29.10.1949; 04.01.1954; 05.11.1974; 13.05.1981)
- орден Октябрьской Революции (20.07.1971)
- 3 ордена Трудового Красного Знамени (11.06.1945; 05.11.1964; 05.11.1984)
- орден «Знак Почёта» (19.09.1953)
- медали
- Ленинская премия (1962) — за комплекс работ по осуществлению аппаратурной регистрации первого подземного ядерного взрыва СССР[3]
- Сталинская премия третьей степени (1948) — за разработку и внедрение нового метода определения безопасных расстояний при взрывных работах от источников взрыва до сооружений
- Сталинская премия первой степени (29.10.1949) — за разработку новейших приборов и методики измерений атомного взрыва
- Сталинская премия (1951) — за научные результаты по изучению процессов и явлений, сопровождающих ядерные взрывы.
- Сталинская премия (1953) — за разработку измерительной аппаратуры для испытания первого термоядерного заряда РДС-6с, успешно проведённого 12 августа 1953 года[3]
- Большая золотая медаль имени М. В. Ломоносова (1986)
- Премия Правительства Российской Федерации в области науки и техники (1995) — за разработку и внедрение технологии использования массовых взрывов для возведения горно-капитальных выработок и профильных сооружений (посмертно)

## Семья
- Жена — Зоя Александровна Садовская.
- Дочь — Инна Михайловна (1931—2016), жена М. М. Лаврентьева.

## Память
- ФГБУН Институт динамики геосфер имени академика М. А. Садовского РАН